# Hoàng Xuân Vinh
Hoàng Xuân Vinh (Ha Tay, 6 de octubre de 1974) es un deportista de tiro deportivo de Vietnam, ganador de la primera medalla olímpica de oro en la historia de Vietnam, lograda en la prueba de pistola de aire de 10 metros en los Juegos de Río de Janeiro en 2016.

## Londres 2012
En los Juegos Olímpicos de Londres de 2012, compitió en las pruebas de pistola de aire de 10 metros, donde quedó a un paso de acceder a la final por un solo punto; y en la prueba de 50 metros, en la que obtuvo la cuarta plaza en la final, quedando a 0,1 puntos del ganador de la medalla de bronce.

## Río de Janeiro 2016
En los Juegos Olímpicos de Río de Janeiro de 2016 compitió también en las pruebas de pistola de aire de 10 metros, y pistola de 50 metros, subiendo al podio en las dos.
En el la competición de pistola de aire de 10 metros consiguió acceder a la final, clasificado con la cuarta mejor marca. En la final de dicha prueba logró imponerse al brasileño Felipe Almeida Wu, con una puntuación final de 202,5. Dicha victoria supuso la primera medalla olímpica de oro de Vietnam.
Cuatro días después, disputó la final de pistola de 50 metros quedando en segunda posición, y obteniendo así su segunda medalla olímpica con una plata.